# Постиндастриал
Постиндастриал или пост-индастриал (от англ. post-industrial — «постиндустриальный») — совокупность взаимородственных жанров электронной музыки, появившихся в 1980-х годах от взаимного влияния элементов различных музыкальных стилей с тогда ещё новым жанром индастриала.
Стили постиндустриальной музыки включают в себя черты звучания как традиционного индастриала, так и других музыкальных жанров: нойза (пауэр-электроникс, дэт-индастриал), эмбиента (дарк-эмбиент), этнической (неофолк), танцевальной (индастриал-дэнс, ритмик-нойз и электро-индастриал) и рок-музыки (индастриал-рок и индастриал-метал).
На текущий момент пост-индастриал имеет развитые сцены по всему миру, особенно в Северной Америке, Европе и Японии. Из стилей пост-индастриала наибольшую коммерческую популярность получил индастриал-метал.

## Жанры

### Дарк-эмбиент
Эмбиент-индастриал, который впоследствии назовут дарк-эмбиентом, является одним из нескольких направлений пост-индустриальной музыки (после распада группы Throbbing Gristle в 1981 году). Последний студийный материал, записанный группой Throbbing Gristle (а именно, альбомы «Journey Through a Body» и «In the Shadow of the Sun»), представляет собой эмбиент-индастриал, он указал общее направление, в котором будут двигаться последователи. Эмбиент-индастриал-группы Lustmord, Coil, Nocturnal Emissions, Zoviet France и Lilith появились в течение 1980-х и первыми стали создавать мрачные эмбиент-композиции. Эти исполнители используют элементы индастриал-музыки, например, нойз или шоковую тактику, но в более тонкой форме. С другой стороны, представители нойза и джапанойза приближаются к эмбиенту, это так называемый нойз-эмбиент. Кроме того, у эмбиент-индастриала наблюдаются сильные оккультные тенденции. Иногда даже выделяют поджанр ритуальный эмбиент.

### Электро-индастриал
Электро-индастриал (англ. electro-industrial) — музыкальный жанр, возникший в 1980-х годах в результате смешения EBM с элементами индастриала. Первопроходцами в данном жанре считаются группы Skinny Puppy и Front Line Assembly. Периодом расцвета жанра можно считать конец 1980-х и конец 1990-х, именно в этот период и вышли значимые альбомы. К началу 2000-х годов образовалось новое звучание, вытекающее из электро-индастриала, именуемое агротех. Жанр также связан с субкультурой риветхедов.

### Electronic body music (EBM)
Electronic body music сочетает в себе элементы Европейской индастриал музыки, немецкой электронной музыки, такой как музыка Клауса Шульце и электропанк Neue Deutsche Welle.Свою известность она получила в Бельгии. Название жанру было придумано Ральфом Хюттером из группы Kraftwerk в 1978, чтобы объяснить более физическое звучание их альбома The Man-Machine. Позже этот термин был использован в его нынешнем значении бельгийской группой Front 242 в 1984 для описания их альбома No Comment, выпущенного в том же году. Он обозначает определённый тип танцевальной электронной музыки, смесь электропанка и индустриальной музыки. Другие исполнители в этом жанре Armageddon Dildos, Die Krupps, à;GRUMH…, A Split-Second, And One, Bigod 20, The Neon Judgement, и Attrition.

### Индастриал-хип-хоп
Индустриальный хип-хоп, индастриал-хип-хоп — направление в хип-хопе, в котором хип-хоповые биты и вокал сочетаются с индастриал-инструменталами.
Его истоки лежат в творчестве Марка Стюарта и Адриана Шервуда. В 1985 году Стюарт, бывший вокалист поп-группы, выпустил альбом «The Veneer of Democracy Starts to Fade», применив стиль индастриал-музыки с хаус-группой Sugar Hill Records (Дуг Уимбиш, Кит Леблан и Скип Макдональд). Шервуд был крупной фигурой в британской даб-музыке, а также работал с такими индустриальными группами, как Cabaret Voltaire, Einstürzende Neubauten, Ministry, KMFDM и Nine Inch Nails. Сотрудничество группы Tackhead с Шервудом и группой Sugar Hill, продолжило то, на чем остановился Стюарт. The Disposable Heroes of Hiphoprisy из Сан-Франциско и Meat Beat Manifesto из Великобритании также являются ранними представителями этого стиля. Более поздние работы Бродрика Godflesh, а также его сотрудничество с Кевином Мартином, Ice и Techno Animal являются примерами индустриального хип-хопа. Сол Уильямс, поэт слэма, также выступает в этом стиле. Другие известные исполнители: CX KidtroniK, clipping., B L A C K I E, Death Grips, JPEGMafia и Electric Caves.

### Индастриал-рок
Индастриал-рок — пост-индустриальный музыкальный жанр, вобравший в себя элементы индастриала, рока и электронной музыки. Возник в конце 1970-х годов в Великобритании и США.
Одними из основоположников жанра являются музыкальные коллективы пост-панка такие как Killing Joke, Swans, Public Image Ltd и Big Black. Особую популярность индастриал-рок приобрёл в 1990-е. Большой коммерческий успех имели группы Nine Inch Nails, KMFDM, Filter, Orgy и Ministry.

### Japannoise (японойз, джапанойз)
Japannoise (совмещение слов «Japanese» и «noise» — это японская шумовая музыка. Возникшая в начале 80-х японская нойз-сцена с её абсолютной музыкальной свободой — это такое же уникальное национальное явление, как аниме или суши. В Японии насчитывается несколько сотен нойз-музыкантов и коллективов, среди них: Merzbow, Masonna, Aube, Contagious Orgasm, Melt-Banana, Boredoms, The Gerogerigegege и другие. Особое влияние японойз имеет в Америке.

### Неофолк
Неофолк — музыкальный жанр, возникший как «возрождение» американского фолка 1970-х годов в Европе и смешения с постпанком, а также с другими стилями альтернативной музыки, часто сочетаемой с приёмами этнической музыки и неоклассическими пассажами.

### Пауэр-электроникс
Пауэр-электроникс (англ. Power Electronics) — стиль электронной музыки.
Вдохновляющим началом развития и вычленения данного стиля в самостоятельное направление явилась контркультура 70-х годов. При этом его предпосылки можно найти ещё в движениях футуризма и дадаизма.
Первые музыкальные композиции, характерные для пауэр-электроникса, можно проследить в творчестве S.P.K., Streicher и т. д. Но более всего на развитие и становление стиля повлияло творчество коллектива Whitehouse (такие альбомы, как Total Sex, Erector, Cream of the Second Coming, являются эталоном стиля).
Дэт-индастриал (англ. Death Industrial) — поджанр пауэр-электроникса, характеризующийся более атмосферным звучанием. Иногда дэт-индустриальные альбомы характеризуют как медленный пауэр-электроникс, но это не совсем верно, потому как пауэр-электроникс — это блицкриг на мозг слушателя, но не глубокая импрессия.

### Пауэр-нойз
Пауэр-нойз (англ. power noise; также известен как ритмик-нойз и иногда DBM (англ. Distorted beat music — дословно музыка искажённого бита)) — музыкальный жанр, ответвление постиндастриала, возникшее в середине 1990-х годов на стыке нойза и различных родов электронной танцевальной музыки.
Существенное влияние на жанр оказала испанская группа Esplendor Geometrico, действующая с 1980 года. Термин «пауэр-нойз» был предложен Раулем Роукка из немецкой группы Noisex в 1997 году, с треком «United (Power Noise Movement)»; сам же Роукка, однако, предлагает альтернативный термин Distorted Beat Music. Также первопроходцами в этом жанре следует считать бельгийскую группу Dive, начавшую выступать в этом направлении в начале 1990-х годов. На американской сцене жанр был популяризирован Руди Ратцингером из Wumpscut, пригласившим Noisex на свой лейбл Mental Ulcer Forges.

### Витч-хаус
Витч-ха́ус (англ. Witch house) — жанр электронной и экспериментальной музыки. По одной из версий название впервые в 2009 году применил Travis Egedy (известный как Pictureplane) для описания музыки, создаваемой на тот момент им и его друзьями. Витч-хаус не стоит путать с дарк-хаусом — ответвлением в прогрессив-хаусе, существовавшим в 2000—2001 годах.

## Коммерческий успех
Самыми продаваемыми ответвлениями индустриальной музыки являются индастриал-рок и метал; Ministry и Nine Inch Nails записали платиновые альбомы. Их успех привел к увеличению коммерческого успеха некоторых других постиндустриальных музыкантов; например, альбом ремиксов Nine Inch Nails Further Down The Spiral, который включал других исполнителей Foetus и Coil, был сертифицирован золотым в 1996 году.